# Hannah Holgersson
Hannah Carla Margareta Holgersson, ogift Boström, född 3 maj 1976 i Höör, är en svensk sångerska (sopran). 
Holgersson medverkade i Melodifestivalen 2006 genom bidraget "Golden Star" med duon Elysion där tenoren Anders Mårtensson var den andra halvan av duon. Hon har sjungit i flera av Sveriges främsta körer, bl.a. Voces Nordicae och Eric Ericsons kammarkör.
Hon är gift med dirigenten Christoffer Holgersson, som är son till sångförfattaren Gun-Britt Holgersson och arrangören Lars-Erik Holgersson.